# AX Близнецов
AX Близнецов (лат. AX Geminorum, HD 260525) — одиночная переменная звезда в созвездии Близнецов на расстоянии приблизительно 1955 световых лет (около 600 парсек) от Солнца. Видимая звёздная величина звезды — от +13,8m до +11,6m.

## Характеристики
AX Близнецов — красная пульсирующая медленная неправильная переменная звезда (LB) спектрального класса M5, или M6. Эффективная температура — около 3286 К.